# جيم بورغس
جيم بورغس (بالإنجليزية: Jim Burgess)‏ هو ملحن ومهندس الصوت ودي جيه ومنتج أسطوانات ومهندس أمريكي، ولد في 1952، وتوفي في 18 يناير 1993.

## وصلات خارجية
- جيم بورغس على موقع ميوزك برينز (الإنجليزية)
- جيم بورغس على موقع ديسكوغز (الإنجليزية)